# Édesburgonya
Az édesburgonya vagy batáta (Ipomoea batatas) a burgonyavirágúak (Solanales) rendjébe és a szulákfélék (Convolvulaceae) családjába tartozó növényfaj, melyet főként gyökérgumójáért termesztenek, de fiatal levelei is fogyaszthatóak. Neve ellenére rendszertanilag nem rokona a burgonyának, csak a gumói alakja hasonlít rá.

## Származása, termesztése
Közép-Amerikában őshonos, de már az őslakosok Dél-Amerika szerte betelepítették; Európába Kolumbusz Kristóf hozta be. Spanyolországból terjedt el, eleinte mint kerti dísznövény, majd mint haszonnövény.
Angliában egy 1604-es szakácskönyv említi először. 
Napsütötte, nedves helyen növekszik leginkább, 24 fokos nappali hőmérséklet és meleg éjszakák mellett.
2019-ben a világ 91,8 millió tonna édesburgonyájának 56,4%-a Kínában termett.
| No. | Ország         | Mennyiség (tonna) |
| --- | -------------- | ----------------- |
| 1   | Kína†          | 51 793 974        |
| 2   | Malawi         | 5 908 989         |
| 3   | Nigéria        | 4 145 488         |
| 4   | Tanzánia       | 3 921 590         |
| 5   | Uganda         | 1 949 476         |
| 6   | Indonézia      | 1 806 389         |
| 7   | Etiópia        | 1 755 855         |
| 8   | Angola         | 1 680 146         |
| 9   | USA            | 1 450 250         |
| 10  | Vietnám        | 1 402 350         |
|     | egyéb országok | 16 006 275        |
|     | összesen       | 91 820 732        |

† Tajvan nélkül (kontinentális Kína + Hongkong)

## Változatai
- Ipomoea batatas var. apiculata (M.Martens & Galeotti) J.A.McDonald & D.F.Austin
- Ipomoea batatas var. batatas

## Felhasználása, összetétele
Az édesburgonya a fejlődő országokban igen gyakori táplálék, magas a C-, B2-, B6-, valamint E-vitamin tartalma, gazdag olyan ásványi anyagokban mint kálium, a réz és a mangán, alacsony a zsír- és koleszterintartalma és neve ellenére cukorbetegek is fogyaszthatják. A gyökérgumó húsának színe fajtától függően lehet fehér, narancssárga, sárga, lila, rózsaszín vagy vörös is. Készítenek belőle lisztet, keményítőt és szeszes italt is. Felhasználható köretnek, süthető, főzhető, grillezhető, de akár édes süteményt is lehet készíteni belőle. Száz gramm energiatartalma 490 kJ (117 kcal).
| Az édesburgonya összehasonlítása a burgonyával és a kukoricával 100 g anyagra vonatkoztatva | Az édesburgonya összehasonlítása a burgonyával és a kukoricával 100 g anyagra vonatkoztatva | Az édesburgonya összehasonlítása a burgonyával és a kukoricával 100 g anyagra vonatkoztatva | Az édesburgonya összehasonlítása a burgonyával és a kukoricával 100 g anyagra vonatkoztatva |
| Összetevők                                                                                  | Édesburgonya (sárga húsú, nyers, héjjal)                                                    | Burgonya (gumó, nyers, héjjal)                                                              | Kukorica (gabona, nyers, édeskukorica)                                                      |
| ------------------------------------------------------------------------------------------- | ------------------------------------------------------------------------------------------- | ------------------------------------------------------------------------------------------- | ------------------------------------------------------------------------------------------- |
| Víz                                                                                         | 78 g                                                                                        | 75 g                                                                                        | 76 g                                                                                        |
| Kalória                                                                                     | 360 kJ                                                                                      | 321 kJ                                                                                      | 360 kJ                                                                                      |
| Fehérje                                                                                     | 1,6 g                                                                                       | 2,0 g                                                                                       | 3,2 g                                                                                       |
| Zsír                                                                                        | 0,1 g                                                                                       | 0,1 g                                                                                       | 1,2 g                                                                                       |
| Szénhidrát                                                                                  | 20 g                                                                                        | 19 g                                                                                        | 19 g                                                                                        |
| Keményítő                                                                                   | 12,7 g                                                                                      | 15,0 g                                                                                      | N. A.                                                                                       |
| Cukor                                                                                       | 4,2 g                                                                                       | N. A.                                                                                       | 3,2 g                                                                                       |
| Rost                                                                                        | 3,0 g                                                                                       | 2,2 g                                                                                       | 2,7 g                                                                                       |
| Vitaminok                                                                                   |                                                                                             |                                                                                             |                                                                                             |
| E-vitamin                                                                                   | 260 µg (2 %)                                                                                | 10 µg (0 %)                                                                                 | 70 µg (< 1 %)                                                                               |
| A-vitamin                                                                                   | 14187 NE (89 %)                                                                             | 0 NE (0 %)                                                                                  | 187 NE (1 %)                                                                                |
| Beta-karotin                                                                                | 8509 μg (79 %)                                                                              | 0 μg (0 %)                                                                                  | N. A.                                                                                       |
| C-vitamin (Aszkorbinsav)                                                                    | 2,4 mg (3 %)                                                                                | 19,7 mg (24 %)                                                                              | 6,8 mg (8 %)                                                                                |
| K-vitamin                                                                                   | 1,8 µg (2 %)                                                                                | 1,9 µg (2 %)                                                                                | 0,3 µg (< 1 %)                                                                              |
| B6-vitamin                                                                                  | 200 µg (15 %)                                                                               | 295 µg (23 %)                                                                               | 93 µg (7 %)                                                                                 |
| Tiamin (B1)                                                                                 | 100 µg (9 %)                                                                                | 80 µg (7 %)                                                                                 | 200 µg (17 %)                                                                               |
| Riboflavin (B2)                                                                             | 100 µg (8 %)                                                                                | 30 µg (3 %)                                                                                 | 55 µg (4 %)                                                                                 |
| Niacin (B3)                                                                                 | 0,6 mg (4 %)                                                                                | 1,1 mg (7 %)                                                                                | 1,7 mg (11 %)                                                                               |
| Folsav (B9)                                                                                 | 11 μg (3 %)                                                                                 | 16 µg (4 %)                                                                                 | 46 μg (12 %)                                                                                |
| Ásványi anyagok                                                                             |                                                                                             |                                                                                             |                                                                                             |
| Nátrium (Na)                                                                                | 55 mg (4 %)                                                                                 | 6 mg (< 1 %)                                                                                | 15 mg (1 %)                                                                                 |
| Kálium (K)                                                                                  | 337 mg (7 %)                                                                                | 420 mg (9 %)                                                                                | 270 mg (6 %)                                                                                |
| Magnézium (Mg)                                                                              | 25 mg (7 %)                                                                                 | 23 mg (6 %)                                                                                 | 37 mg (10 %)                                                                                |
| Kalcium (Ca)                                                                                | 30 mg (3 %)                                                                                 | 12 mg (1 %)                                                                                 | 2 mg (< 1 %)                                                                                |
| Foszfor (P)                                                                                 | 47 mg (7 %)                                                                                 | 57 mg (8 %)                                                                                 | 89 mg (14 %)                                                                                |
| Vas (Fe)                                                                                    | 600 µg (5 %)                                                                                | 780 µg (6 %)                                                                                | 520 µg (4 %)                                                                                |
| Cink (Zn)                                                                                   | 300 µg (3 %)                                                                                | 290 µg (3 %)                                                                                | 460 µg (4 %)                                                                                |
| N. A.: nincs adat                                                                           |                                                                                             |                                                                                             |                                                                                             |
| NE.: Nemzetközi Egység                                                                      |                                                                                             |                                                                                             |                                                                                             |

## Képek

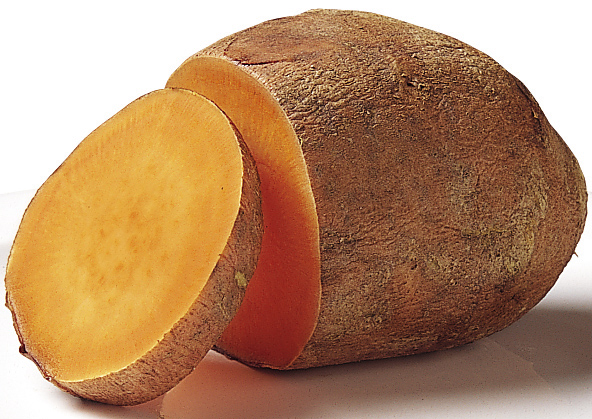
Narancsszínű húsú édesburgonya
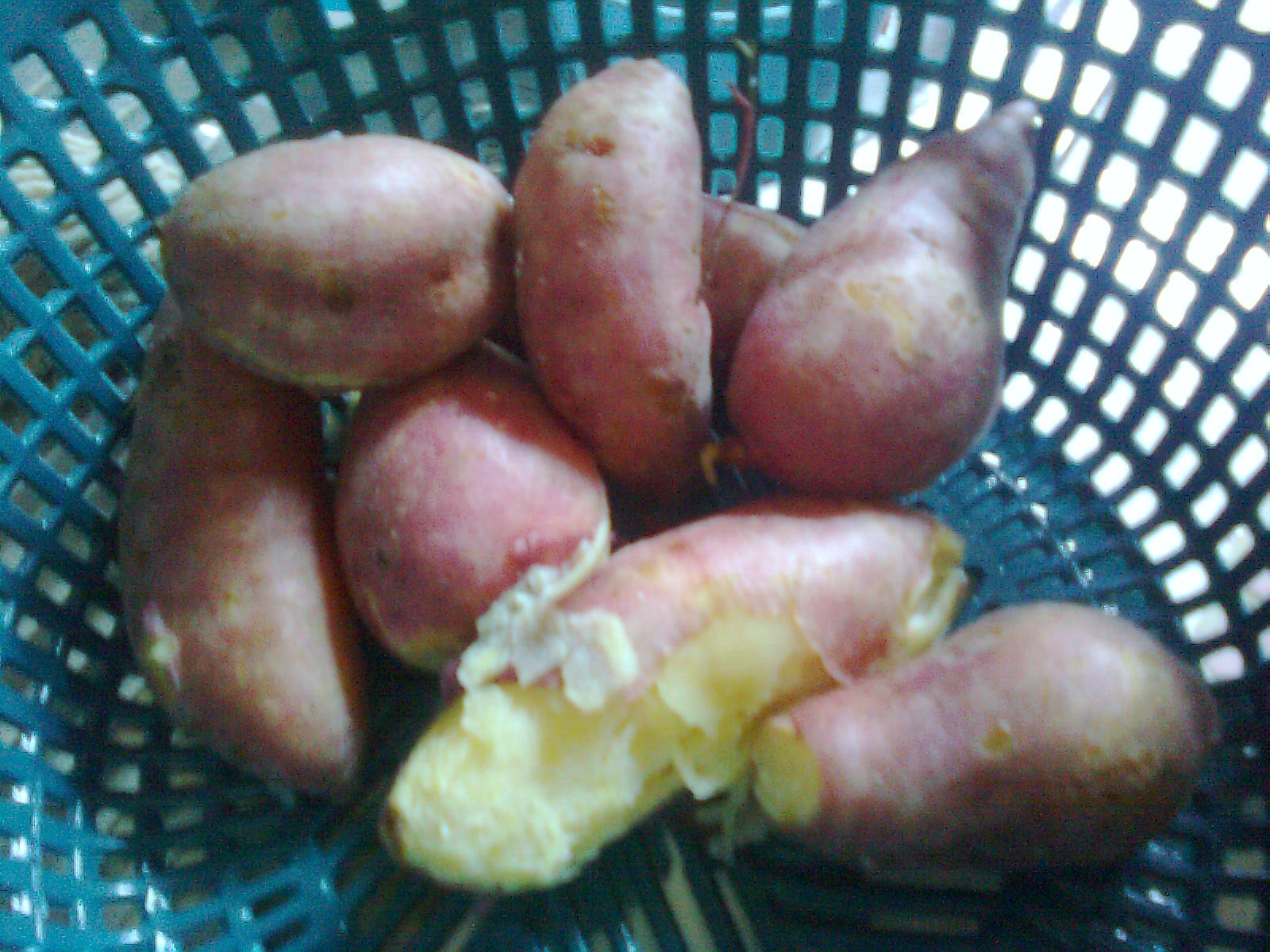
Fehér húsú édesburgonya főzve (Indonézia)
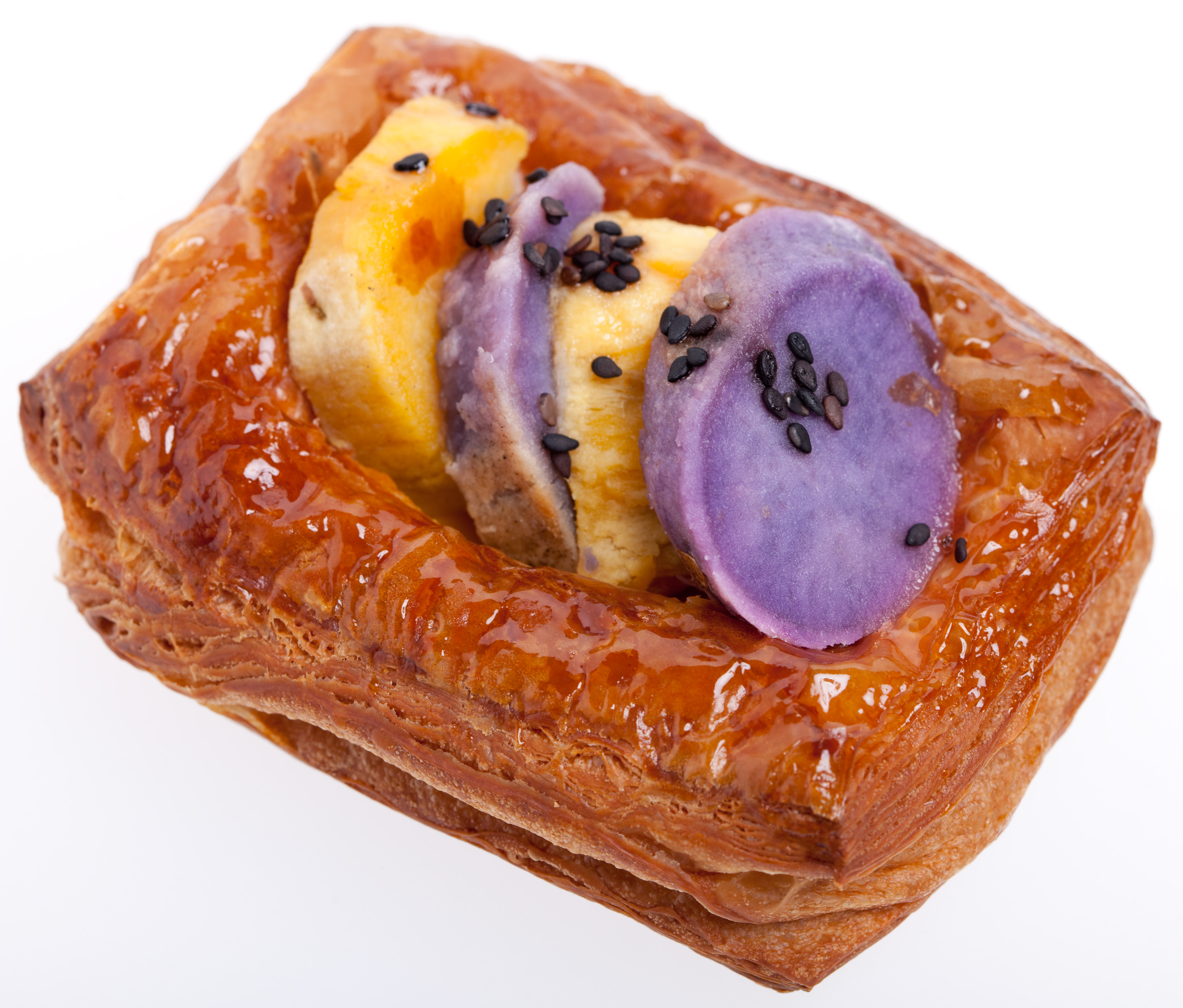
Édesség édesburgonyából (Japán)
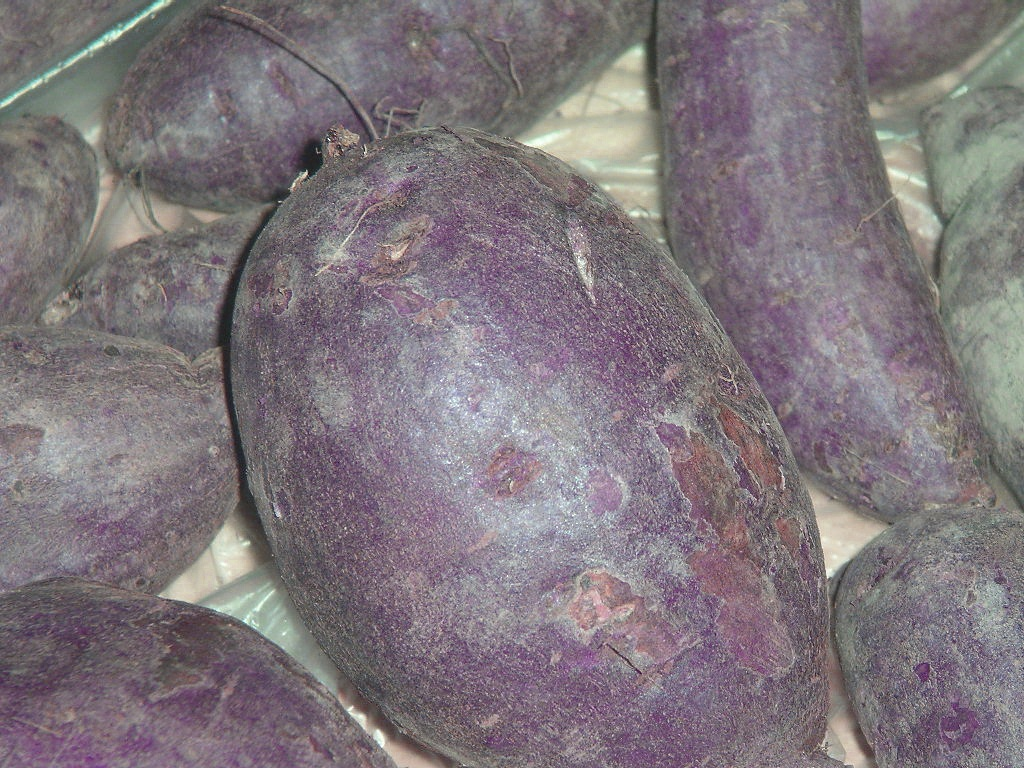
Lila színű édesburgonya
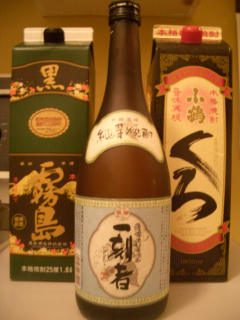
Sócsú, édesburgonyából készült japán égetett szesz